# Flair Airlines
Flair Airlines — канадская чартерная авиакомпания со штаб-квартирой в городе Келоуна, Британская Колумбия.
Компания выполняет грузовые и пассажирские авиаперевозки в города Канады и Соединённых Штатов Америки, главным транзитным узлом (хабом) компании является Международный аэропорт Келоуна. Чартерные рейсы осуществляются под новой торговой маркой (брендом) авиакомпании Flair Air Limited.
Чартерные программы Flair Airlines работают с различными договорами, включая перевозку спортивных команд, пассажиров на туристических направлениях, организаторов и участников разного рода совещаний и конференций, сотрудников правительственных и неправительственных учреждений. Компания также сдаёт собственные самолёты в аренду третьим авиакомпаниям на условиях мокрого лизинга (вместе с экипажами судов) и под чартерные программы данных перевозчиков.

## История

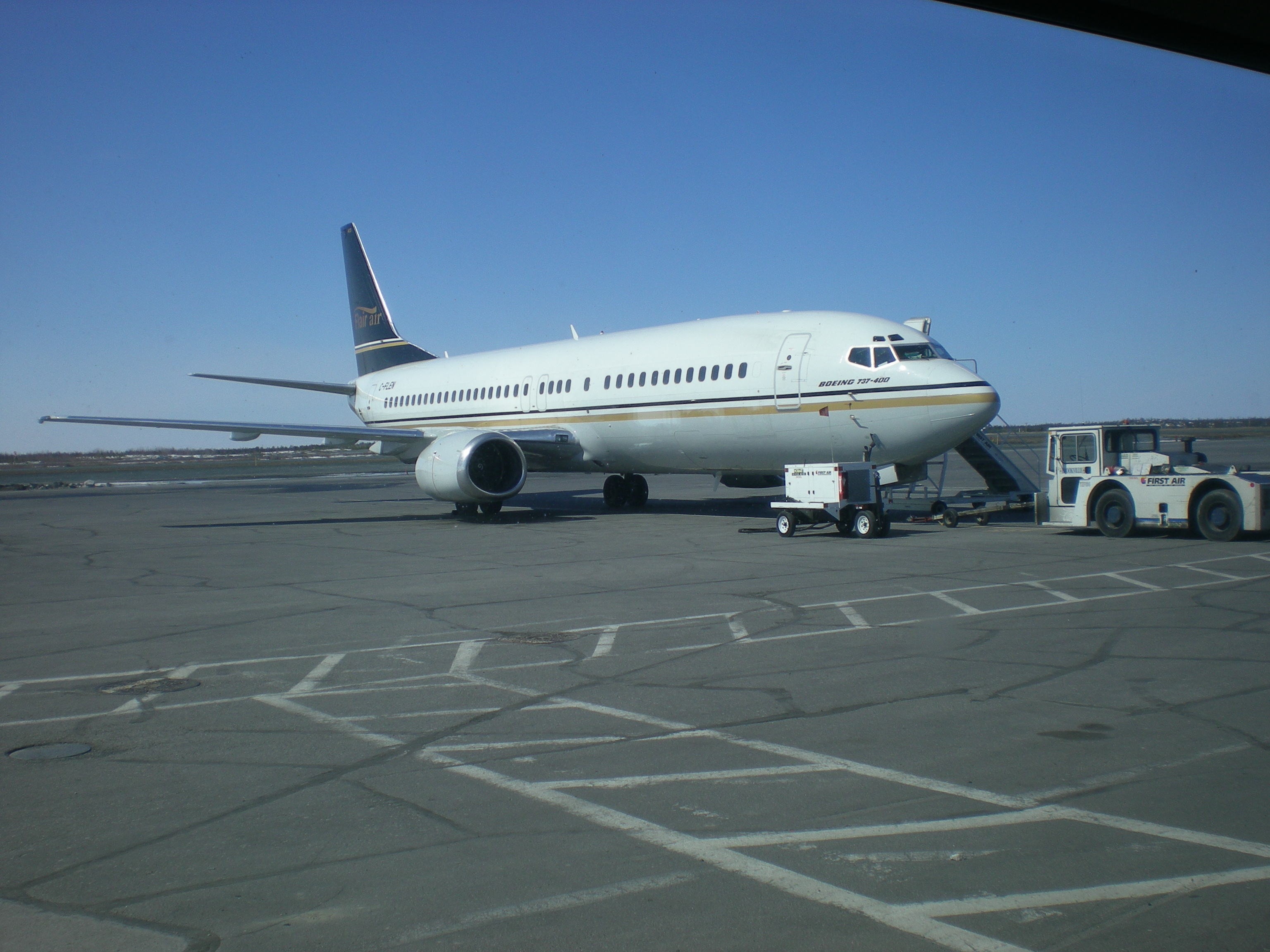
Boeing 737—400 (регистрационный C-FLEN) авиакомпании Flair Airlines в аэропорту Йеллоунайфа

Авиакомпания Flair Airlines была основана частными инвесторами 19 августа 2005 года. В январе 2006 года Flair Airlines получила официальное разрешение Министерства транспорта Канады на выполнение всех регулярных грузовых авиаперевозок между Канадой и Кубой от имени национальной авиакомпании Кубы Cubana. Данное разрешение действовало несколько месяцев до 7 апреля 2006 года.

## Флот
По состоянию на 18 ноября 2023 года воздушный флот авиакомпании Flair Airlines составляли следующие самолёты:
- Boeing 737-800 — 2 единицы.
- Boeing 737 MAX 8 — 17 единиц.

## Маршрутная сеть чартерных перевозок
- Калгари — Международный аэропорт Калгари, 2 раза в неделю
- Эдмонтон — Международный аэропорт Эдмонтон, 2 раза в неделю
- Форт-Макмюррей — Аэропорт Форт-Макмюррей, 2 раза в неделю
- Гамильтон — Международный аэропорт Гамильтон, 2 раза в неделю
- Оттава — Международный аэропорт Оттава Макдональд-Картье, 2 раза в неделю
- Стивенвилл — Аэропорт Стивенвилл, 2 раза в неделю
- Сент-Джонс — Аэропорт Сент-Джонс, 2 раза в неделю
- Ванкувер — Международный аэропорт Ванкувер, 2 раза в неделю
- Виктория — Международный аэропорт Виктория, 2 раза в неделю
- Виннипег — Международный аэропорт Виннипег, 2 раза в неделю
- Сидни — Международный аэропорт Сидни